# GTI-Treffen

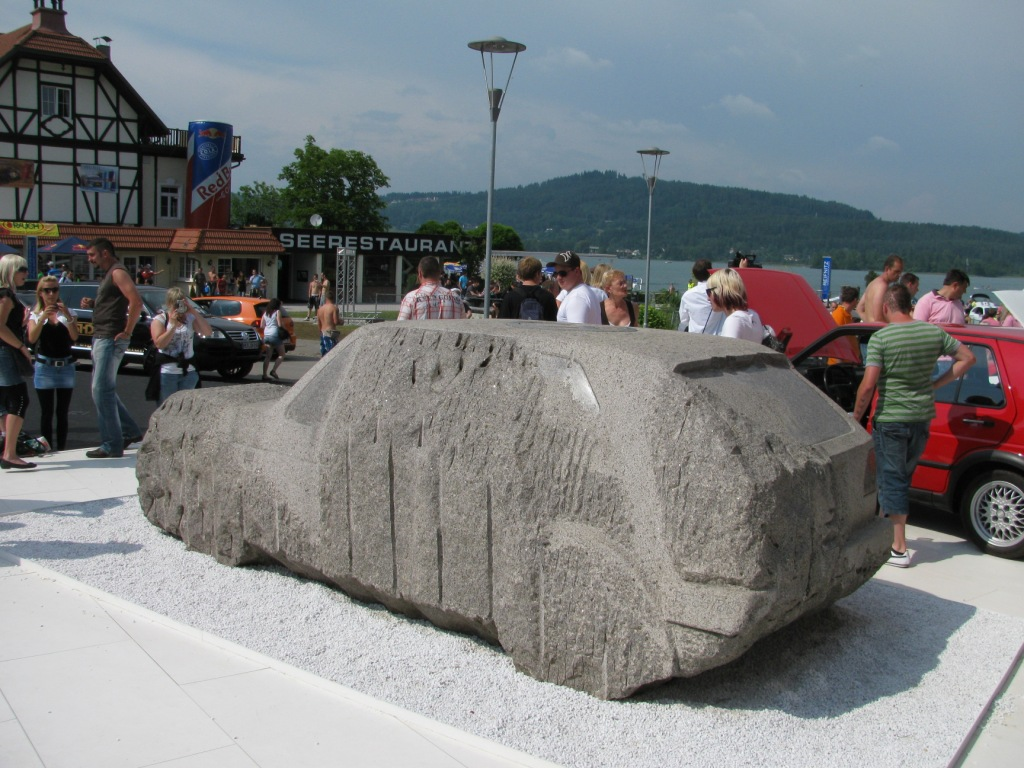
Granit-Golf (2011)

Das GTI-Treffen war eines der weltweit größten Volkswagen-Treffen. Es fand seit 1982 jeweils für vier Tage (beginnend mit dem Mittwoch vor Christi Himmelfahrt bis zum darauf folgenden Samstag) im österreichischen Reifnitz am Wörthersee  und letztmalig 2022 statt. Die Veranstaltung hatte zeitweise bis zu 200.000 Besucher.

## Geschichte
Das GTI-Treffen wurde 1982 von Erwin Neuwirth mit unter 100 Teilnehmern ins Leben gerufen. Neuwirth unterhielt damals einen gastronomischen Betrieb in Reifnitz und hatte mit seiner Initiative vor allem die Belebung der touristischen Vorsaison im Auge. Veranstalter war die Gemeinde Maria Wörth, damals unter Führung des Bürgermeisters Nikolaus Lanner. 1983 konnte der Automobilkonstrukteur Ernst Fiala als Redner gewonnen werden. Es folgten weitere bekannte Persönlichkeiten, so beispielsweise 1985 Niki Lauda.
Von 1985 an übernahm Ulli Brungs die Organisation am Wörthersee bis 2006.
1987 erhielt Reifnitz mit dem Granit-GTI ein Denkmal. Dazu wurde aus Südschweden ein Fels importiert, aus dem in Wolfsburg junge Steinmetz-Lehrlinge im Maßstab 1:1 einen Golf GTI meißelten. Im Anschluss wurde das 25 Tonnen schwere Objekt in einem Spezialtransport nach Reifnitz gebracht. Die offizielle Übergabe durch VW erfolgte durch den damaligen Vorstandsvorsitzenden Carl Hahn.
Die Veranstaltung wuchs jedoch schnell über das für die kleine Gemeinde Maria Wörth tragbare Maß hinaus. Anfang der 90er Jahre kam es zu diversen Ausschreitungen insbesondere jugendlicher GTI-Fans. Die Folge waren vor allem Sachbeschädigungen. Politik und Wirtschaft, aber auch das Volkswagenwerk, das das GTI-Treffen zunächst stark unterstützt hatte, befürchteten Imageverluste. In der Folge wurde das Treffen drei Mal abgesagt. Die GTI-Freunde kamen aber trotzdem und feierten jetzt besonders ausgelassen. 1996 besann man sich – regelrecht zwangsläufig – einer anderen Strategie und veranstaltete von nun an wieder das offizielle GTI-Treffen. Diverse Versuche über die Jahrzehnte, die Lage immer wieder neu zu beruhigen, indem die Veranstaltung zuerst in Saisoneröffnung, dann in Auto News (aktuelle offizielle Bezeichnung) umbenannt wurde, scheiterten. Im Volksmund blieb es beim GTI-Treffen.
Gehörte es anfangs ausschließlich zum guten Ton, im Golf GTI die Veranstaltung zu besuchen, änderte sich dies über die Jahre: Das Volksfest entwickelte sich zum regelrechten Volkswagen-Fest. Tuning- und Oldtimer-Fans fanden sich mit nahezu allen Fahrzeugtypen in Reifnitz ein, die jemals unter Konzernflagge produziert worden waren.

## Volkswagen als Sponsor
Diese Entwicklung veranlasste auch den Volkswagen-Konzern, sich ab 2006 wieder als offizieller Sponsor zu engagieren. 2006 nahmen auch Ferdinand Piëch und Martin Winterkorn das erste Mal teil. Von nun an wurde jedes Jahr ein Millionen-Budget für den Aufbau einer gewaltigen Veranstaltungsbühne und für Ausstellungsflächen bereitgestellt. Hier wurden musikalische Highlights und aktuelle Kfz-Modelle präsentiert. 2008 spielten z. B. Die fantastischen Vier live in Reifnitz, 2009 DJ Ötzi, 2010 trat Peter Maffay auf. 2009 erwarb Volkswagen, um Platz für die Aussteller und deren Equipment zu schaffen, kurzerhand das Hotel Marietta und ließ es abreißen; 2011 installierte VW eine schwimmende Insel mit Restaurant im See, die zudem als Präsentationsfläche für den neuen Beetle diente.

## Veranstaltende Gemeinde Maria Wörth
Bis einschließlich 1997 verantwortete Nikolaus Lanner von Seiten der Region die jährlichen Treffen. 1998 wurde Adolf Stark als Gemeindeoberhaupt gewählt, auf den 2015 Markus Perdacher als Bürgermeister folgte. Ende 2011 kündigte Stark an, das GTI-Treffen zukünftig nicht mehr veranstalten zu wollen. Die Organisation sollte an eine Agentur ausgelagert werden. Nach einer ergebnislosen Ausschreibung und turbulenten Gemeindesitzungen werden die Treffen jedoch bis auf Weiteres auch zukünftig von der Gemeinde Maria Wörth organisiert.
Mitte Dezember 2018 wurde in der Gemeinderatssitzung beschlossen, dass die Treffen in Zukunft von einer Agentur organisiert werden, die Gemeinde bezahlt dafür 60.000 €. Anfang 2023 verkündete Bürgermeister Perdacher für die Gemeinde Maria Wörth, dass die Gemeinde künftig keine konventionellen Auto-Großveranstaltungen mehr unterstützen und die für die Veranstaltungen benötigten Flächen einer neuen Nutzung zuführen werde. Dies bedeutete das faktische Aus für das GTI-Treffen in Reifnitz. Im September stellte die Gemeinde Maria Wörth das Ortsentwicklungsprogramm „Reifnitz 2030“ vor, das die Neunutzung der Veranstaltungsflächen beinhaltet.

## Rezeption und Kritik
Für die Region stellte das GTI-Treffen einen gewichtigen Faktor im Fremdenverkehr dar. Es entwickelte im Laufe der Jahre eine Eigendynamik und einen ausgeprägten Volksfest-Charakter. Auch wenn das Treffen seinen festen Platz im Tourismusgeschehen der Region hatte, war es umstritten. Die Veranstaltung brachte die Region an ihre logistischen Grenzen. Das lag zum einen an den geografischen Gegebenheiten: Es gibt nur drei Straßen, die in den Ort am Wörthersee führen, die Zugangs- bzw. Ausfahrtsstraße ist erschwerend direkt am Ufer gelegen. Das hatte zur Folge, dass – gemessen an den Gesamtbesucherzahlen – nur eine begrenzte Anzahl an Autos in den Ort hineinfahren konnte. Später wurde diese auf 5.000 Stück pro Veranstaltung begrenzt. Limitiert wurde über Tickets (inkludiert war ein Gastgeschenk: zum 30-jährigen Jubiläum erhielten die Fans 2011 ein Buch zur Geschichte des GTI-Treffens, geschrieben vom Journalisten Helmut Horn, mit einem Vorwort von Ferdinand Piëch), die im Vorfeld gekauft und an den drei Straßensperren vorgezeigt werden müssen. Besucher zu Fuß durften in unbegrenzter Zahl die Veranstaltung besuchen, mussten aber seit einigen Jahren ein Entgelt bezahlen.
Zum anderen brachten die zwischen 150.000 und 200.000 Besucher Lärm und eine entsprechende Menge Abfall mit sich. Jede Nacht leistete die Stadtreinigung umfangreiche Aufräumarbeiten, was einen hohen logistischen und organisatorischen Aufwand bedeutete. Bereits Wochen vor, aber auch nach der Veranstaltung, wurden Anwohner und Kurgäste durch Lärm und Unruhe beim Auf- und Abbau der Bühne und Ausstellungsflächen gestört. Kritiker aus Reifnitz und den angrenzenden Gemeinden befürchteten, dass Kurgäste und Touristen durch diese Geschehnisse dauerhaft fernbleiben, die der Umgebung und der Erholung wegen den Wörthersee besuchen.
Die Volksanwaltschaft kritisierte in einer Stellungnahme im November 2016 die unzumutbaren Belastungen der Einheimischen und der abseits vom GTI-Treffen aufhältigen Gäste auch durch die Vor- und Nachtreffen, welche die Veranstaltung auf eine Gesamtdauer von bis zu fünf Wochen strecken, zahlreiche Übertretungen der STVO (Räder durchdrehen lassen, Autorennen, unzulässiger Motor- und Auspufflärm, mutwillige, „ohrenbetäubende“ Fehlzündungen), sowie unzureichendes Eingreifen von Polizei und Ordnungskräften. Die Volksanwaltschaft wies die Begründung der Kärntener Landespolizeidirektion, wegen Personalmangels nicht alle Anzeigen verfolgen zu können, zurück, und bestand auf das Einhalten der gesetzlichen Bestimmungen. Der Vorwurf, Gesetze und Verordnungen missachtet zu haben, wurde durch das eigentlich offiziell abgesagte Treffen im Mai 2022 erhärtet, als sich dennoch 5.000 Fahrzeuge versammelten. Infolgedessen erstattete die Polizei 3.700 Anzeigen und entwertete 400 Kennzeichen.
Für viele der Fans war weniger der offizielle Teil der Veranstaltung interessant, sie fuhren bereits zwei Wochen vor der Event-Eröffnung zum Wörthersee und Faaker See und feierten unter ihresgleichen, sodass die örtliche Wirtschaft bis zu 21 Tage vom Ansturm der Fans profitierte. Ein zweites Mal trafen sich Fans im September am Faaker See und Wörthersee zum Saisonabschluss der jährlichen Autotreffen.
Aufgrund der zunehmend negativen Wahrnehmung des GTI-Treffens hat die Gemeinde Maria Wörth die Veranstaltung ab 2023 beendet. Kreise im Tourismus und der lokalen Wirtschaft sehen sich nunmehr darin bestätigt, dass das Ende der GTI-Treffen zu größeren Umsatzeinbußen führen würde.

## Nachfolgeveranstaltung
VW wird ab 2024 Ende Juli in Wolfsburg an der Volkswagen Arena ein GTI-Fanfest veranstalten.